# Spetses
Spetses (griechisch Σπέτσες (f. pl.)) ist eine griechische Insel südlich der Halbinsel Argolis im Argolischen Golf und Teil der Inselgruppe Saronische Inseln.
Des Weiteren ist dies der Name einer Gemeinde (δήμος dímos). Diese setzt sich zusammen aus letztgenannter, der unbewohnten Insel Velopoula und der in Privatbesitz befindlichen kleinen Insel Spetsopoula im attischen Regionalbezirk Inseln.
In der Antike wurde die Insel Pityoussa genannt. Unter der venezianischen Herrschaft zwischen dem 13. und dem 15. Jahrhundert hieß die Insel „Isola delle spezie“, „Insel der Gewürze“, daraus entwickelte sich der heutige Name.
Höchste Erhebung ist der Profitis Ilias mit 248 Metern Höhe.
Im griechischen Freiheitskampf gegen das Osmanische Reich 1821–1822 spielten die Schiffe der Insel eine entscheidende Rolle. Die Kapitänin Laskarina Bouboulina (1771–1825) kämpfte im griechischen Befreiungskrieg; ihre Nachkommen richteten in ihrem Haus 1991 ein kleines Museum ein.

## Fotos

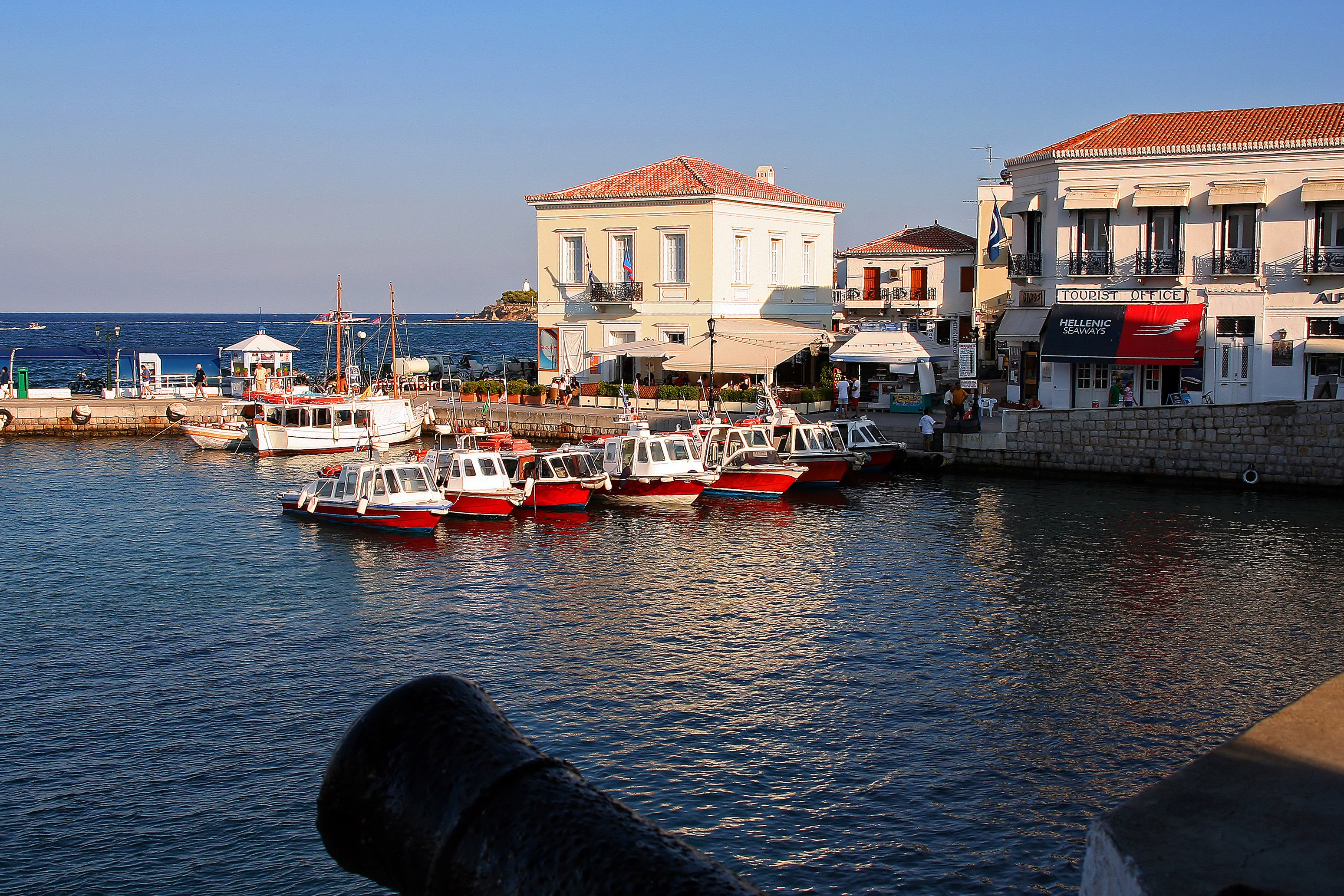
Am Hafen (2006)
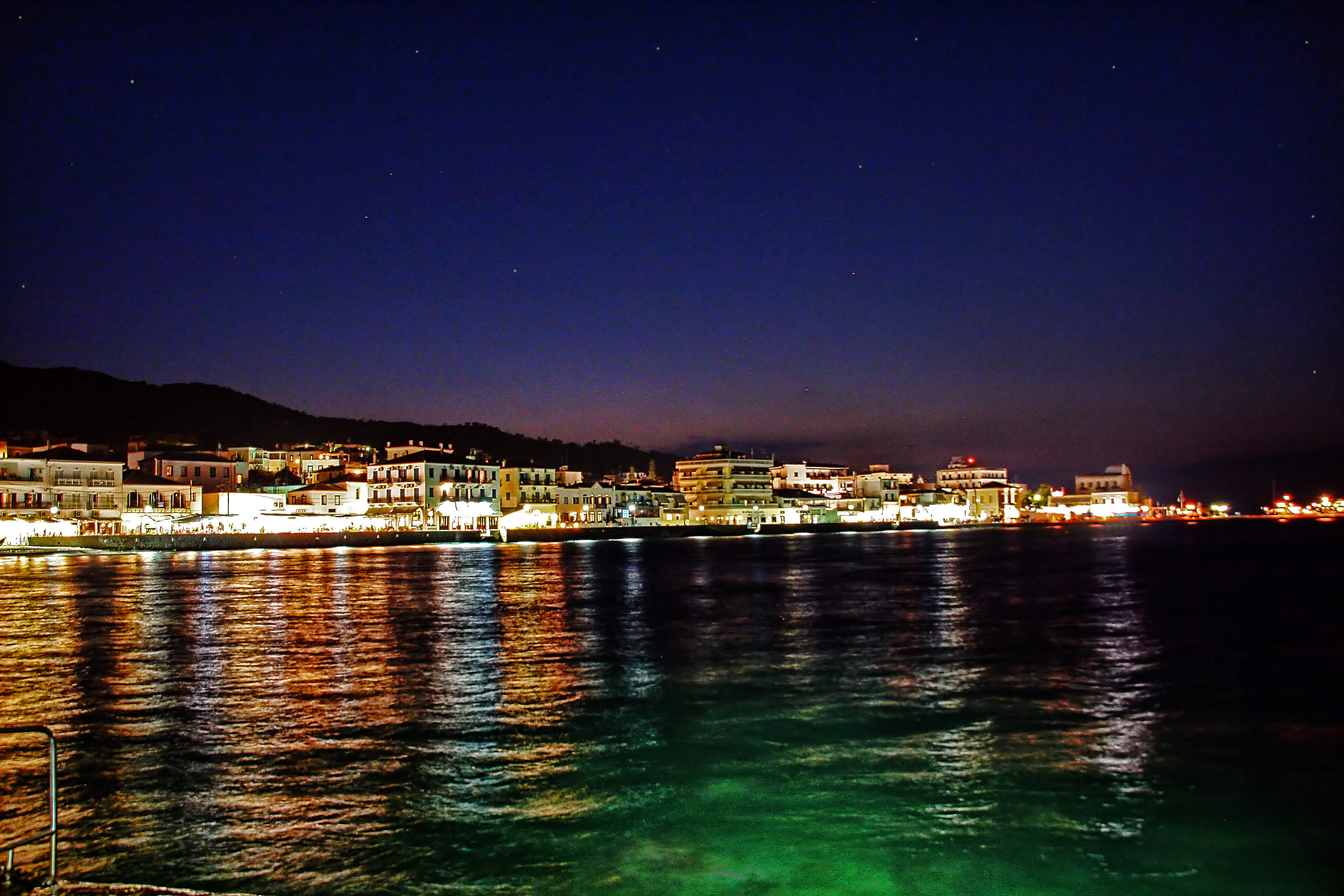
Küstenlinie bei Nacht
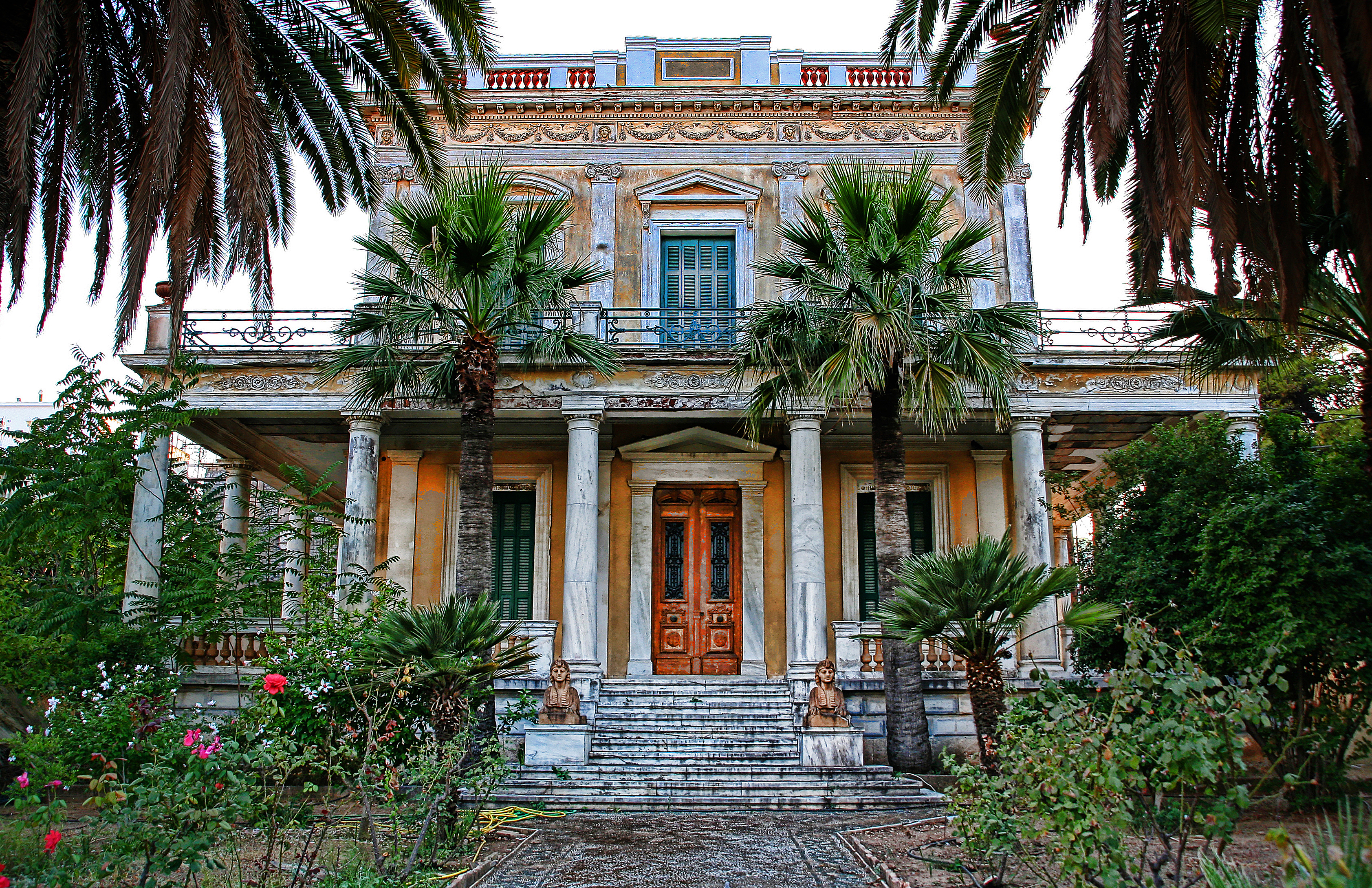
Kapitänshaus
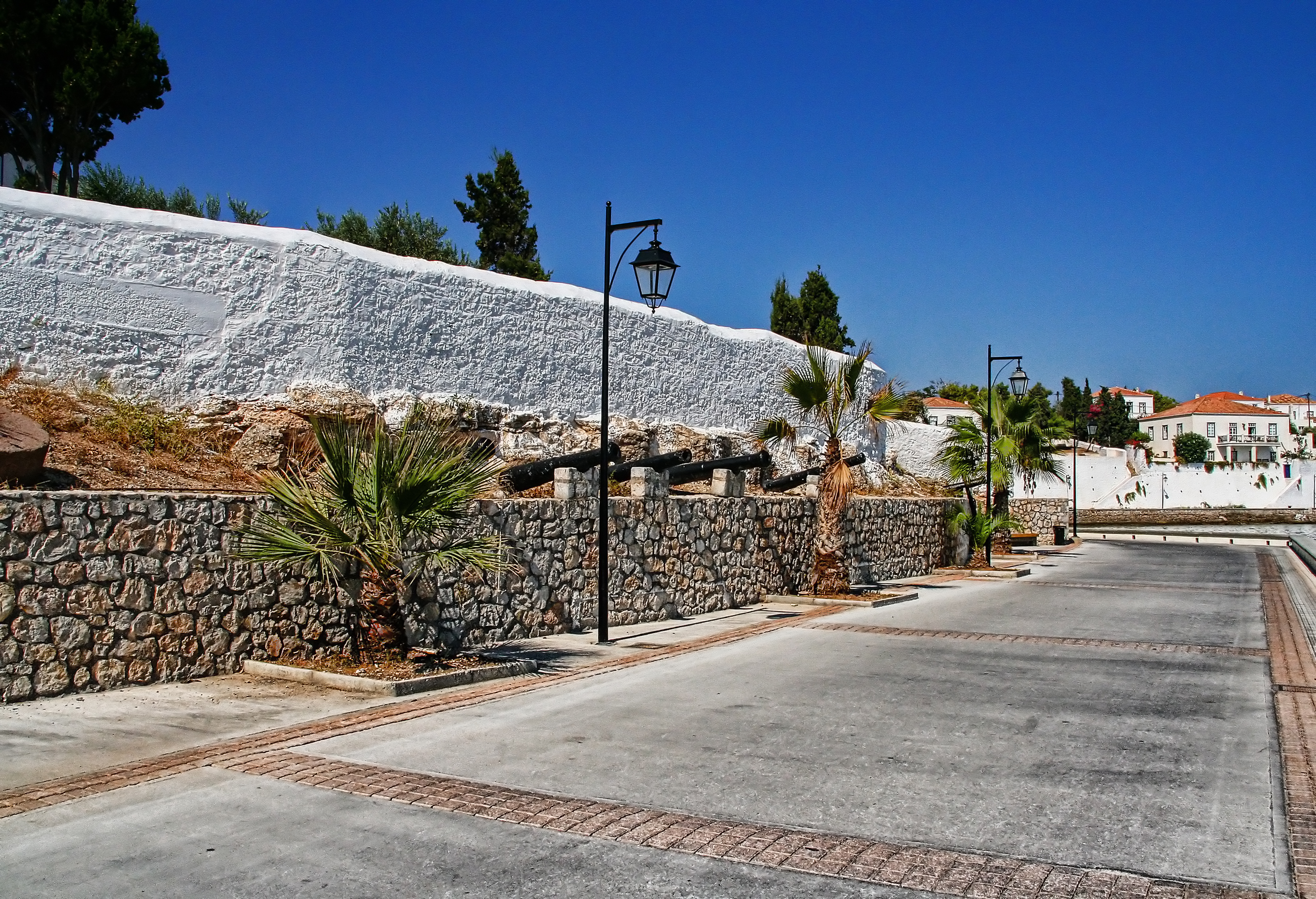
Promenade